# Kapelle der vier Evangelisten

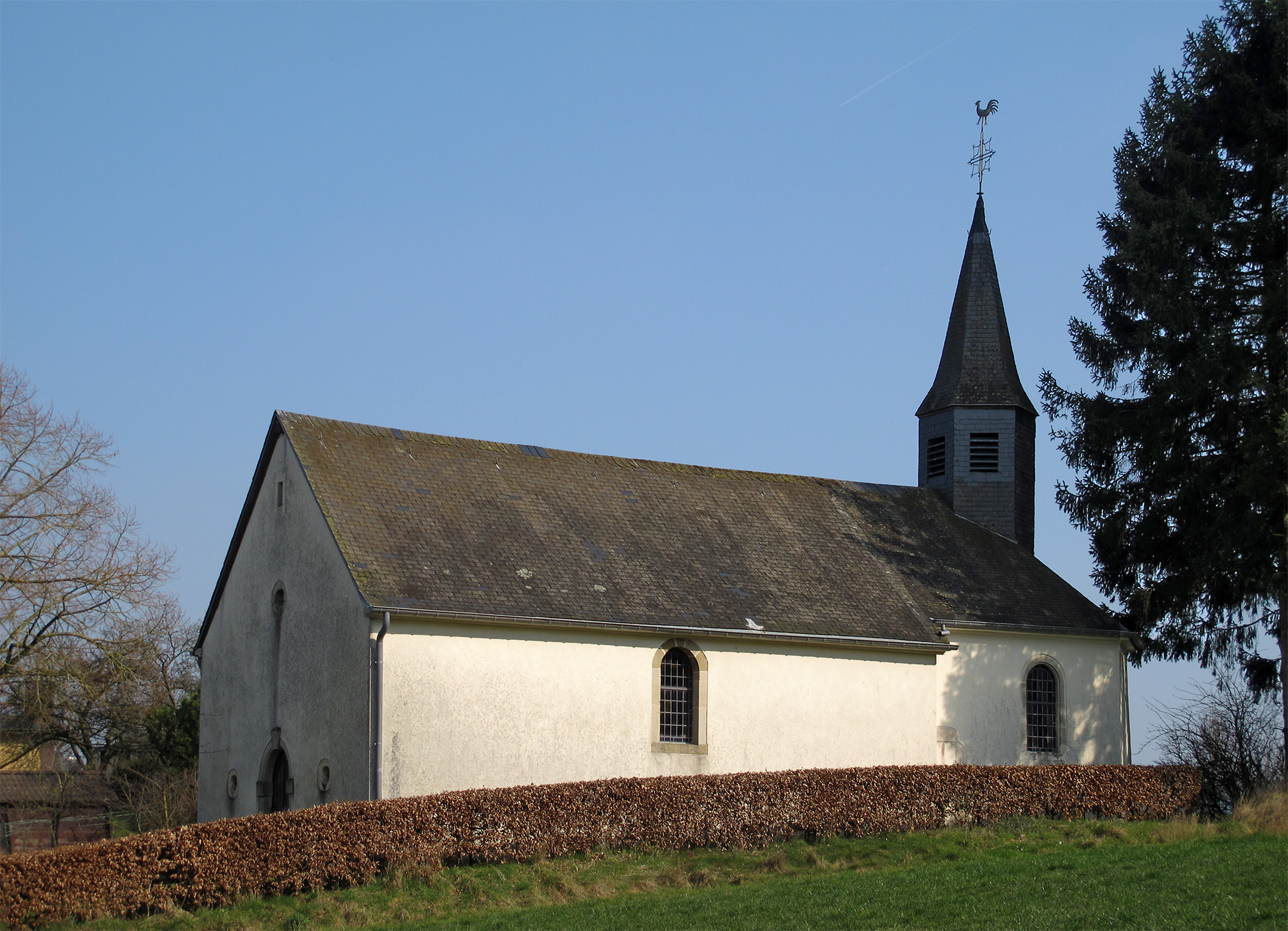
Kapelle in Schweich (lux.: Schweech)

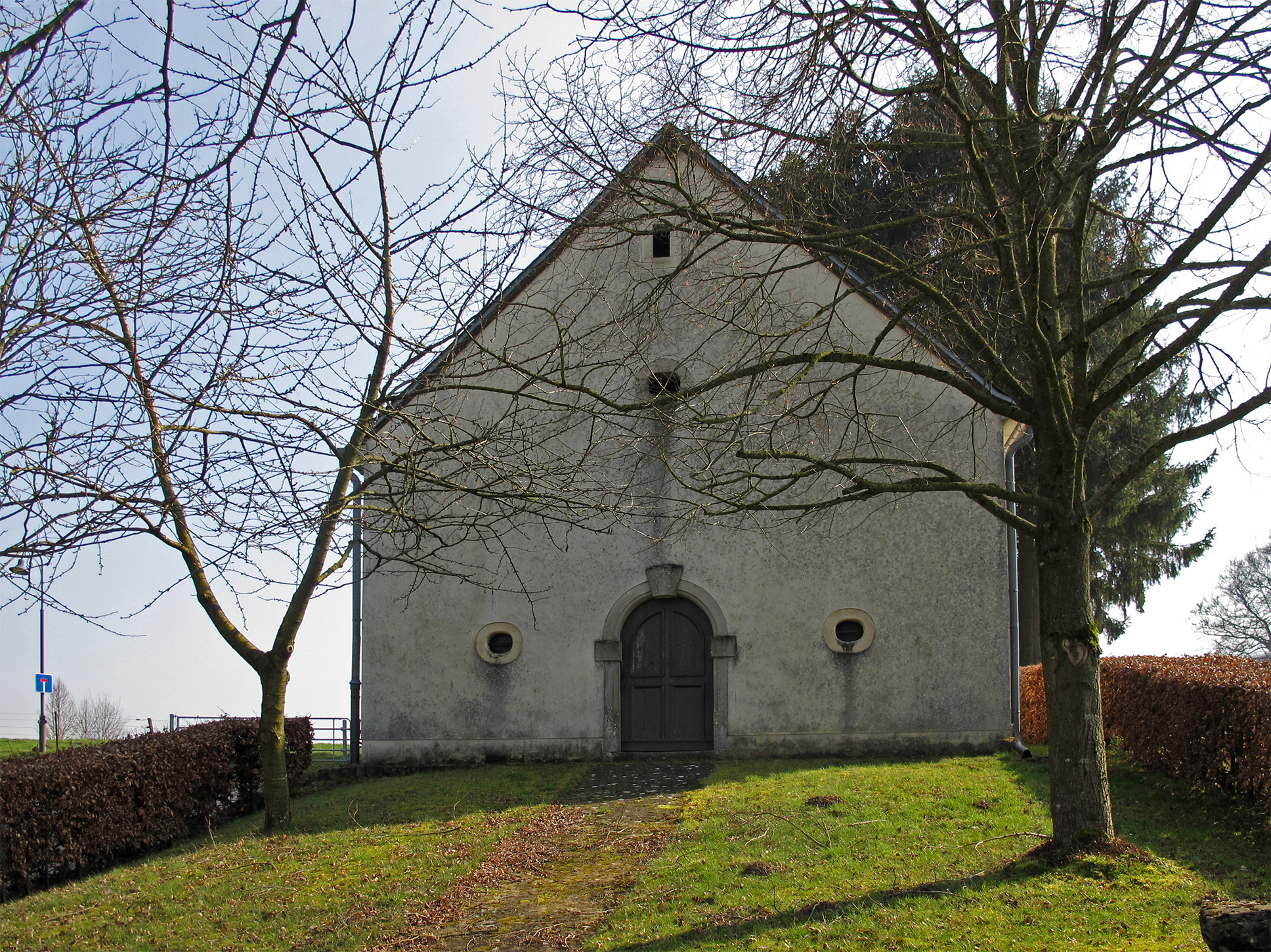
Kapelle aus Osten gesehen

Die Kapelle der vier Evangelisten ist eine römisch-katholische Kapelle in der Ortschaft Schweich, die zur Pfarre Elvingen (Luxemburg) und damit zum Pfarrverband Beckerich-Useldingen im Dekanat Ospern und zur Gemeinde Beckerich gehört.
Die Patrone der Kapelle sind die vier Evangelisten (französisch Les quatre Evangelistes). Früher war die Kapelle dem hl. Markus geweiht.
Die Kapelle befindet sich südlich der Ortschaft auf dem Kapellebierg in einer kleinen Seitenstraße zur CR 301.
Das Gebäude ist weitgehend von Süden nach Norden ausgerichtet. Nördlich befindet sich über dem Chor ein sechseckiger Glockendachreiter mit Schallöffnungen. Die Eingangstüre befindet sich südlich.